# آمودیاکین
آمودیاکین (به انگلیسی: Amodiaquine) داوریی است که به صورت قرص‌های ۲۰۰میلی گرمی و برای درمان مالاریای ناشی از پلاسمودیوم ویواکس، پلاسمودیوم مالاریه، پلاسمودیوم اووال، پلاسمودیوم فالسیپاروم مصرف می‌شود.

## مصرف
در بالغین ابتدا ۶۰۰میلی گرم از راه دهان(PO)، سپس ۶ ساعت بعد ۲۰۰ میلی گرم و برای ۲ روز بعدی ۴۰۰ میلی گرم در هر روز.
در اطفال ابتدا ۶ تا ۷میلی گرم به ازای هر کیلوگرم وزن بدن از راه PO و سپس ۶ ساعت بعد ۵ میلی گرم به ازای هر کیلوگرم وزن بدن و برای ۲ روز بعدی ۵ میلی گرم به ازای هر کیلوگرم از وزن بدن در هر روز.
موارد منع مصرف : حساسیت مفرط نسبت به دارو.

## عوارض جانبی
از عوارض جانبی مصرف آمودیاکین می‌توان از سردرد، تشنج، سرگیجه، هیپوتانسیون، خارش، تاری دید، تهوع، اسهال، استفراغ، ترومبوسیتوپنی، آنمی، هپاتیت، اتوتوکسیسیتی نام برد.